# Hitomi Harada
Hitomi Harada (原田 ひとみ?, Harada Hitomi; Ube, 18 novembre 1987) è una doppiatrice giapponese di anime e videogiochi, nota come voce della protagonista Asuka nella serie Senran Kagura.

## Doppiaggio

### Anime
- Kimikiss ~ pure rouge (2007): Manami Hiba
- Bleach (2008): Menoly Mallia
- Golgo 13 (2008): Figlia di Bilozerchev
- Sasameki Koto (2009): Tomoe Hachisuka
- Amagami SS (2010): Manaka Hiba / Mika Makihara
- Baka to test to shōkanjū (2010): Mizuki Himeji
- Hidamari Sketch × Hoshimittsu (2010): Nori
- Highschool of the Dead (2010): Zeke
- Suzumiya Haruhi no shōshitsu (2010): Kotone Kenmochi
- Baka to test to shōkanjū matsuri (2011): Mizuki Himeji
- Baka to test to shōkanjū ni! (2011): Mizuki Himeji
- Hidamari Sketch × SP (2011): Nori
- Maken-Ki! (2011): Aki Nijou
- Manyū Hiken-chō (2011): Okami
- Amagami SS+ plus (2012): Manaka Hiba
- Another (2012): Kirika / Yukiyo Misaki
- Hidamari Sketch × Honeycomb (2012): Nori
- High School DxD (2012): Karlamine
- Maken-ki! OVA (2012): Aki Nijou
- Namiuchigiwa no Muromi-san (2013): Fuji-san
- Senran Kagura (2013): Asuka
- Unbreakable Machine-Doll (2013): Yaya
- Girl Friend BETA (2014): Erena Mochizuki
- Inugami-san to Nekoyama-san (2014): Tamaki Nekoyama
- Jinsei (2014): Kumi
- Madan no ō to Vanadis (2014): Valentina Glinka Estes
- Maken-ki! Two (2014): Aki Nijou
- Tokyo ESP (2014): Amie Namuro
- Ranpo kitan: Game of Laplace (2015): Madre
- Senran Kagura: Estival Versus - Mizugi-darake no zen'yasai (2015): Asuka
- The Idolmaster Cinderella Girls (2015): Airi Totoki
- Valkyrie Drive: Mermaid (2015): Momoka Sagara
- Big Order (2016): Kagekiyo Tairano
- Battle Girl High School (2017): Kokomi Asahina
- Seiren (2017): Nao Tokioka
- 25-sai no joshikōsei (2018): Hana Natori
- Senran Kagura Shinovi Master (2018): Asuka

### Videogiochi
- Haru no Ashioto (2004): Kaori Momozono
- KimiKiss (2006): Manami Hiba / Keiko Kirishima
- Hyperdimension Neptunia (2010): Marvelous AQL
- Hyperdimension Neptunia Mk2 (2011): Marvelous AQL
- The Idolmaster Cinderella Girls (2011): Airi Totoki
- Baka to test to shōkanjū Portable (2012): Mizuki Himeji
- Hyperdimension Neptunia Victory (2012): Marvelous AQL
- Senran Kagura Burst (2012): Asuka
- Senran Kagura: Shinovi Versus (2013): Asuka
- Moero Chronicle (2014): Leche
- Senran Kagura 2: Deep Crimson (2014): Asuka
- Senran Kagura: Bon Appétit! (2014): Asuka
- Senran Kagura: Estival Versus (2015): Asuka
- Senran Kagura: Peach Beach Splash (2017): Asuka
- Azur Lane (2017): Asuka
- Senran Kagura Reflexions (2017): Asuka
- Shinobi Master Senran Kagura: New Link (2017): Asuka
- Super Bomberman R (2017): Karaoke Bomber
- Senran Kagura Burst Re:Newal (2018): Asuka
- Senran Kagura: Peach Ball (2018): Asuka
- Kandagawa Jet Girls (2020): Asuka
- Neptunia x Senran Kagura: Ninja Wars (2021): Asuka